# Carmen Stănescu
Carmen Stănescu (n. 29 iulie 1925, București – d. 11 aprilie 2018, București) a fost o actriță română de film, radio, televiziune, scenă și voce. 

## Biografie
Carmen Stănescu s-a născut la 29 iulie 1925, în București. În adolescență, a practicat mai multe sporturi, între care și tirul, făcând parte timp de cinci ani din echipa națională.
În perioada 1945-1948 urmează cursurile Conservatorului Regal de Muzică și Artă Dramatică din București, la clasa profesoarei Marioara Voiculescu. Debutează scenic, încă din primul an de studenție, pe scena Teatrului Național, cu rolul Ileana Cosânzeana în piesa Înșir'te mărgărite de Victor Eftimiu. Absolvă Conservatorul în 1948 cu rolul Ecaterina Ivanovna în piesa „Frații Karamazov”. În decursul carierei sale, a interpretat peste 30 de roluri pe scena Teatrului Național precum și a altor teatre din București. De-a lungul carierei a jucat alături de mari actori, precum Silvia Dumitrescu Timică, Sonia Cluceru, Costache Antoniu, Alexandru Giugaru, Alexandru Finți, George Calboreanu, Emil Botta, Grigore Vasiliu-Birlic și mulți alții. Debutul cinematografic are loc în 1958 când Geo Saizescu o distribuie în rolul soției locotenentului Petrescu în filmul Doi vecini.
A fost căsătorită cu actorul Damian Crâșmaru (1931-2019).

## Roluri în teatru

### Teatrul Național
- Ardele - „Egoistul” de Jean Anouilh, regia Radu Beligan, 2004
- Alienor de Aquitania - „Leul în iarnă” de James Goldman, regia Petre Bokor, 2001
- Atueva - „Nunta lui Krecinski” de Aleksandr Vasilievici Suhovo Kobilin, regia Felix Alexa, 2000
- Mătușa Augusta - „Călătorii cu mătușa mea” de Graham Greene, regia Petre Bokor, 1998
- Sonia Ivanovna - „Locomotiva” de Andrè Roussin, regia Mihai Manolescu, 1994
- Yvonne de Bray - „Părinții teribili” de Jean Cocteau, regia Andreea Vulpe, 1993
- Amanda - „Menajeria de sticlă” de Tennessee Williams, regia Mihai Manolescu, 1992
- Louise Rafi - „Marea” de Edward Bond, regia Horea Popescu, 1987
- Doamna Clara - „Vlaicu Vodă” de Alexandru Davila, regia Mihai Berechet, 1982
- Doamna Clandon - „Nu se știe niciodată” de George Bernard Shaw, regia Constantin Russu, 1985
- Iocasta - „Mecanismul infernal” de Jean Cocteau, regia Mihai Berechet, 1979
- Ea - „Comedie de modă veche” de Aleksei Nicolaevici Arbuzov, regia Mihai Berechet, 1975
- Prințesa Kosmonopolis - „Dulcea pasăre a tinereții” de Tennessee Williams, regia Mihai Berechet, 1972
- Nina - „Al patrulea anotimp” de Horia Lovinescu, regia Mihai Berechet, 1969
- Dorina - „Tartuffe” de J.B.P. Molière, regia Ion Finteșteanu, 1967
- Doamna Maria, Reveca - „Apus de soare” de Barbu Ștefanescu Delavrancea, regia Sică Alexandrescu, 1967
- Tofana - „Patima roșie” de Mihail Sorbul, regia Cornel Todea, 1965
- Epifania Ognisanti - „O femeie cu bani” de George Bernard Shaw, regia Mihai Berechet, 1964
- Doamna Pape - „Nevestele vesele din Windsor” de William Shakespeare, regia Lucian Giurchescu, 1963
- Toinette - „Bolnavul închipuit” de J.B.P. Molière, regia Sică Alexandrescu, 1962
- Zoe - „O scrisoare pierdută” de I.L. Caragiale, 1962
- Catinca Rosetti - „Cuza Vodă” de Mircea Ștefănescu, regia Sică Alexandrescu, 1959
- Felice - „Bădăranii” de Carlo Goldoni, 1959
- Dona Uracca - „Cidul” de Pierre Corneille, regia Mihai Berechet, 1959
- Diane Messerchmann - „Invitație la castel” de Jean Anouilh, regia Sică Alexandrescu, 1958
- Ana - „Omul cu mârțoaga” de George Ciprian, regia Alexandru Finți, 1956
- Dona Angela - „Doamna nevăzută” de Calderon de la Barca, regia Miron Nicolescu, 1955
- Mița Baston - „D-ale carnavalului” de I.L. Caragiale, regia Sică Alexandrescu, 1951
- Kaiva Atvasar - „Argilă și porțelan” de Arkadi Grigulis, regia Ion Aurel Maican, 1949
- Agafia Tihonovna - „Căsătoria” de Nikolai Vasilievici Gogol, regia Victor Bumbești, 1948
- Gina - „Mitică Popescu", autor și regie Camil Petrescu, 1945
- Ileana Cosânzeana - „Înșir`te mărgărite” de Victor Eftimiu, regia Ion Iliescu, 1945

### Teatrul Municipal
- „Iubire pentru iubire” de William Congreve, regia Emil Mandric, 1970

### Teatrul Constantin Nottara
- Lady Bracknell - „Bună seara, domnule Wilde!” după Oscar Wilde, regia Alexandru Bocăneț, 1971
- Ecaterina Ivanovna - „Frații Karamazov” după Fiodor Mihailovici Dostoievski, examen condus de profesoara Marioara Voiculescu, 1945 - DEBUT

### Teatrul radiofonic
- Doamna nevăzută - Pedro Calderón de la Barca
- Dulcea pasăre a tinereții - Tennessee Williams
- Ce înseamnă să fii onest - Oscar Wilde
- Școala bărbaților, Burghezul gentilom - Molière
- Hernani - Victor Hugo
- Cocoșatul de la Notre-Dame - Victor Hugo
- Candide - Voltaire
- Mielul turbat - Aurel Baranga
- O femeie cu bani - George Bernard Shaw[6]
- D-ale carnavalului - Ion Luca Caragiale

## Filmografie
- Doi vecini (1959) - soția locotenentului
- Telegrame (1960) - Atenaisa Perjoiu
- Bădăranii (1960) - Felice, soția lui jupân Canciano
- Tinerețe fără bătrînețe (1969) - Împărăteasa Tinereții
- Frații Jderi (1974) - jupâneasa Tudosia
- Mușchetarul român (1975)
- Premiera (1976) - actrița Alexandra Dan, directorul artistic al Teatrului Contemporan
- Povestea dragostei (1977) - vrăjitoarea
- Războiul independenței (1977) serial TV, regia Doru Năstase, Sergiu Nicolaescu, Gheorghe Vitanidis
- Runda 6, regia Vladimir Popescu Doreanu, 1965

## Volume tipărite
- „Destăinuiri", Editura Universal Dalsi, 2003 [7]

## Premii, recunoaștere
- Maestră a sportului în 1952
- titlul de Artist Emerit al Republicii Populare Romîne (13 ianuarie 1964) „pentru merite deosebite în activitatea desfășurată in domeniul teatrului, muzicii și artelor plastice”[8]
- Ordinul Meritul Cultural clasa a III-a (6 noiembrie 1967) „pentru merite deosebite în domeniul artei dramatice”[9]
- Premiul de interpretare la Decada dramaturgiei originale (1969)
- Ordinul național „Serviciul Credincios” în grad de Ofițer (1 decembrie 2000) „pentru realizări artistice remarcabile și pentru promovarea culturii, de Ziua Națională a României”[10]

- Societar de onoare al Teatrului Național „I.L.Caragiale” din anul 2001.[11]
- În anul 2004 a primit Premiul de excelență în teatru, cu ocazia împlinirii a 60 de ani de teatru, oferit în cadrul festivității „Femeile de succes ale anului 2004".

Pe 18 mai 2013, Majestatea Sa Regele Mihai I a conferit d-nei Carmen Stănescu Decorația Regală „Nihil Sine Deo”.

### Articole biografice
- NOSTALGIA TV : Carmen Stanescu, 20 august 2006, Evenimentul zilei

### Interviuri
- Galeria vedetelor, Alice Manoiu, Formula AS - anul 1998, numărul 337
- Carmen Stanescu - 80!, Silvia Kerim, Formula AS - anul 2005, numărul 682
- CARMEN STANESCU: Pe batranete o carpesc peste ochi Arhivat în 1 februarie 2014, la Wayback Machine., 21 ianuarie 2010, Daniela Mironov, Revista Tango
- Carmen Stănescu, actriță: „Aș fi vrut să n-apuc vârsta asta, să rămân pe la 50“ Arhivat în 28 noiembrie 2011, la Wayback Machine., 27 noiembrie 2011, Roxana Lupu, Adevărul
- CARMEN STANESCU - „Nu cred ca exista retete pentru un mariaj fericit", Ines Hristea, Formula AS - anul 2011, numărul 987
- Carmen Stănescu: „Noblețea și eleganța nu mai sunt apreciate” Arhivat în 8 februarie 2012, la Wayback Machine., 26 aprilie 2011, Monica Andronescu, Jurnalul Național